# 1256 w literaturze
Wydarzenia literackie w 1256 roku.

## Urodzili się
- Gertruda z Helfty, święta Kościoła katolickiego i pisarka